# Myron Jankiw
Myron Jankiw, ukr. Мирон Янків (ur. 25 lipca 1951 w Lisowicach) – ukraiński ekonomista (prof.), działacz partyjny, dyplomata oraz urzędnik państwowy i konsularny.

## Życiorys
Ukończył studia na Uniwersytecie Lwowskim (1968–1973) ze specjalnością - planowanie gospodarki narodowej. Podjął pracę w charakterze wykładowcy w Tarnopolskim Instytucie Finansowo-Ekonomicznym (1973–1975). Studiował na podyplomowych studiach na Lwowskim Uniwersytecie Państwowym (1975–1978). Następnie na tej uczelni był pracownikiem naukowym – asystentem, adiunktem, starszym badaczem (1978–1988); jednocześnie otrzymując tytuł kandydata nauk ekonomicznych (1979) i doktora nauk ekonomicznych. Powierzono mu stanowisko szefa gospodarki oraz innowacyjnych form organizacji pracy w Wydziale Rolnym Komitetu Obwodowego Komunistycznej Partii Ukrainy we Lwowie (1988–1990). Kontynuował pracę naukową w charakterze kierownika Katedry Ekonomiki i Rolnictwa Lwowskiej Akademii Medycyny Weterynaryjnej im. S. Z. Gżyckiego (1990–1994); otrzymał tytuł profesora nadzwyczajnego (1993). Przeszedł do pracy w regionalnej administracji państwowej pełniąc kolejno funkcje we Lwowskiej obwodowej administracji państwowej – przewodniczącego Komitetu Ekonomicznego (1994–1995), szefa Głównego Wydziału Ekonomicznego (1995–1997), zastępcy (1997–1998) i pierwszego zastępcy szefa administracji (1998–2000), którą kontynuował przemiennie z obowiązkami w ukraińskiej służbie zagranicznej – w charakterze szefa Misji Gospodarczo-Handlowej przy Ambasadzie Ukrainy w Polsce (2000–2002), szefa Lwowskiej obwodowej administracji państwowej (2002–2003), ambasadora Ukrainy na Łotwie (2004–2005), ponownie I zastępcy szefa Lwowskiej obwodowej administracji (2010–2011), z którego to stanowiska przeszedł na emeryturę (2011). Nie poprzestał na tej decyzji, kontynuując zatrudnienie – na stanowisku konsula generalnego w Gdańsku (2011–2014) i rektora Lwowskiego Instytutu Zarządzania (2015–).